# Comuna Iabluneve, Barîșivka
Iabluneve (în ucraineană Яблуневе) este o comună în raionul Barîșivka, regiunea Kiev, Ucraina, formată din satele Bilșovîk, Hmelovîk, Hrîhorivka și Iabluneve (reședința).

## Demografie
Componența lingvistică a comunei Iabluneve
     Ucraineană (93,98%)
     Rusă (2,11%)
     Alte limbi (0,12%)
Conform recensământului din 2001, majoritatea populației comunei Iabluneve era vorbitoare de ucraineană (93,98%), existând în minoritate și vorbitori de armeană (3,54%) și rusă (2,11%).